# Cavallette
Cavallette ist ein italienischer animierter Kurzfilm von Bruno Bozzetto, der am 6. März 1990 seine Premiere erlebte.

## Handlung
Der Film folgte den Konflikten und Kriegen seit Beginn der Menschheit. Die Steinzeitmenschen töteten sich gegenseitig, um allein das Feuer genießen zu können, in Ägypten brachte man sich um, weil der eine an etwas anderes als der andere glaubte. Auch in den folgenden Epochen weiteten sich kriegerische Konflikte zunehmend zu Glaubenskriegen aus, während man in der Neuzeit eher aus politischer Motivation oder im Namen bestimmter Organisationen tötete. Am Ende werden die Toten der Konflikte stets zu Skeletten und es wächst Gras über ihnen. Im Gras wiederum paaren sich zwei Grashüpfer.

## Auszeichnungen
Auf dem Ottawa International Animation Festival erhielt Bozzetto 1990 den Spezialpreis der Jury.
Cavallette wurde 1991 für einen Oscar in der Kategorie „Bester animierter Kurzfilm“ nominiert, konnte sich jedoch nicht gegen Creature Comforts durchsetzen.